# José Santos Chocano
Œuvres principales
- Iras santas
- Alma América

José Santos Chocano  est un poète péruvien né à Lima le 14 mai 1875 et mort à Santiago du Chili le 13 décembre 1934. 

## Biographie
Il fait ses études à l'université nationale principale de San Marcos et se lance dans l'activisme politique, exprimant ses idéaux révolutionnaires dans le recueil Iras santas (Colères sacrées, 1895). Il est brièvement emprisonné puis exilé et part vivre à Madrid. Il passe dès lors une grande partie de sa vie à l'étranger et acquiert une certaine renommée en tant que poète en Espagne et en France. Il se lie aussi d'amitié avec Juan Gris et Miguel de Unamuno, est pendant un temps secrétaire de Pancho Villa et entretient une correspondance avec Woodrow Wilson. Il célèbre la nature sauvage du continent sud-américain dans un style lyrique, principalement dans son recueil Alma América (1906) qui est sans doute son œuvre la plus célèbre. 
Il retourne au Pérou en 1920 et y est reconnu comme poète lauréat, étant surnommé El Cantor de América. En 1925, il tue d'un coup de revolver le journaliste Edwin Elmore, qui l'avait attaqué dans un article. Il passe deux ans en prison avant de partir pour Santiago du Chili, où il vit dans la pauvreté et meurt poignardé par un aliéné en 1934 alors qu'il prépare un nouveau recueil de poèmes. 

## Œuvres poétiques
- En la aldea (1895)
- Iras santas (Colères sacrées, 1895)
- Azahares (1896)
- Selva virgen (1898)
- La epopeya del Morro (L'Épopée du libérateur, 1899)
- El fin de Satán y otros poemas (1901)
- Los cantos del Pacífico (1904)
- Alma América (1906)
- Fiat Lux (1908)
- Puerto Rico lírico y otros poemas (1914)
- Primicias de Oro de Indias (1934)
- Poemas de amor doliente (1937)
- Oro de Indias (1941)